# CSS Morgan
El CSS Morgan fue una cañonera parcialmente blindada de la Armada de los Estados Confederados en la Guerra Civil Estadounidense.

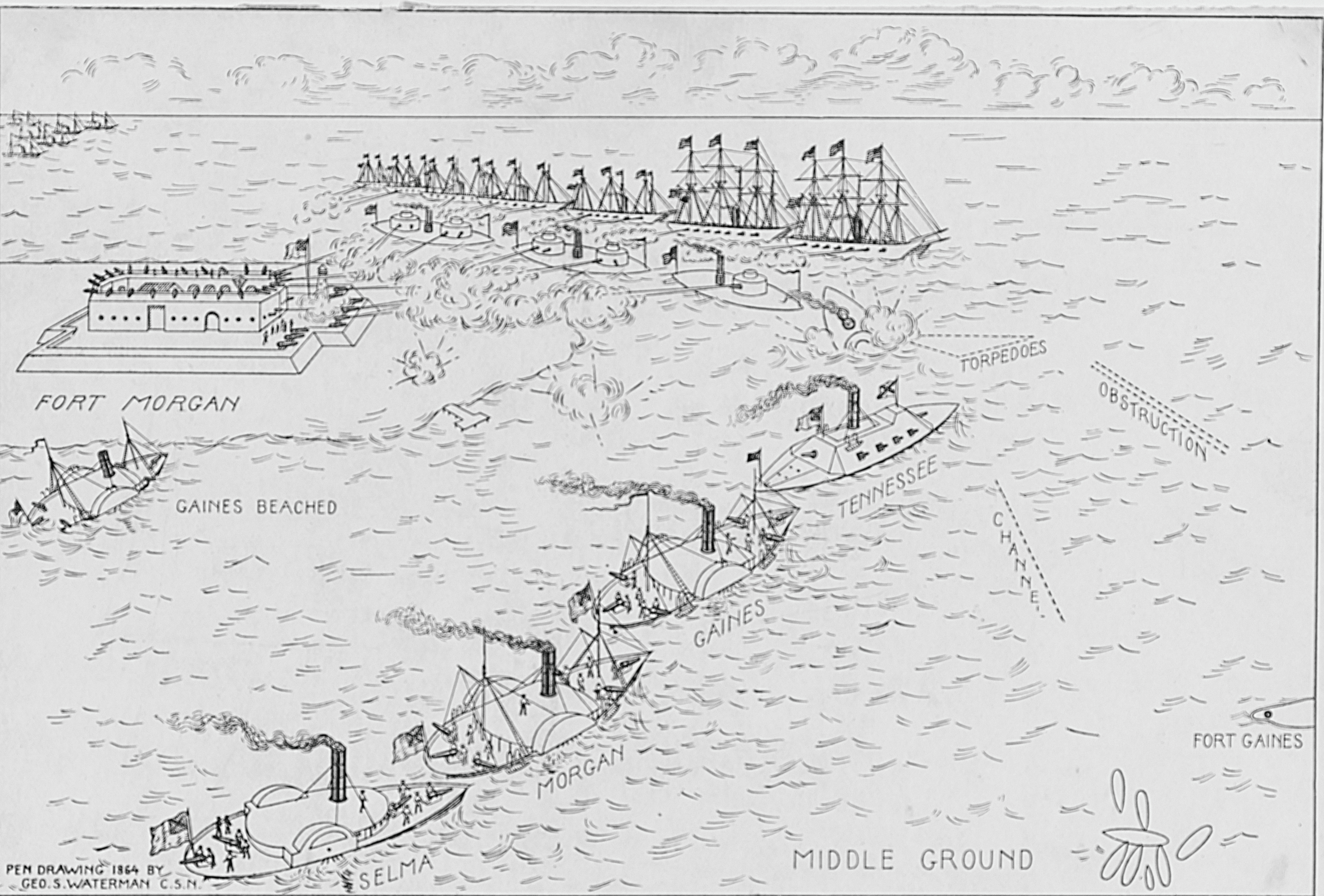
Batalla de la Bahía de Mobile. En fila se muestran el CSS Selma, Morgan, Gaines y Tennessee.

## Historia
El Morgan fue construido en Mobile, Alabama en 1861-62. Operó en las aguas alrededor de Mobile desde el momento de su finalización a principios de 1862 hasta el final de las hostilidades. Una referencia de octubre de 1862 dio su nombre como Almirante.
Morgan, comandada por el Comandante George W. Harrison, CSN, tomó parte activa en la Batalla de la Bahía de Mobile el 5 de agosto de 1864. Situada bien a la derecha de la línea de batalla confederada mientras el enemigo avanzaba por el canal, pudo para lanzar una andanada reveladora contra el USS Hartford y otros. Hacia el final del enfrentamiento, el USS Metacomet la persiguió, pero logró ahuyentarla. El Morgan, tratando de evitar la captura, luego giró hacia aguas poco profundas, encalló brevemente, pero continuó su peligrosa ruta y alcanzó los cañones en Fort Morgan. Ella envió un barco que efectuó la destrucción de la cañonera de la Unión USS Philippi debajo del fuerte. Cuando la victoria de la Unión fue evidente, el capitán Harrison inicialmente quería hundir el barco, pero fue persuadido por su segundo al mando, el teniente Thomas Locke Harrison (sin relación) de que podía salvarse corriendo audazmente el guante hasta Mobile. Aunque perseguido y bombardeado con vehemencia por cruceros durante gran parte del viaje de 25 millas a la luz de las estrellas, llegó a las obstrucciones exteriores cerca de Mobile al amanecer, y esa tarde se le permitió pasar.
El Morgan continuó sirviendo en el área de Mobile. En abril de 1865 participó en la batalla frente a la isla Blakely en los últimos días de la Guerra Civil. Blakely Island está ubicada justo al lado de los muelles de Mobile, entre la ciudad y Old Spanish Fort, ubicado en la costa este de Mobile Bay. Fue comandado por el Capitán Fry y sufrió daños considerables en su batalla final, pero sobrevivió a la guerra. El CSS Morgan estaba solo entre la Ciudad de Mobile y las tropas invasoras de la Unión. El 4 de mayo de 1865, el comodoro Ebenezer Farrand, al mando de las Fuerzas Navales Confederadas en el estado de Alabama, ordenó la entrega del Morgan a la Armada de los Estados Unidos. Fue vendida en diciembre siguiente.
- Datos: Q5014317